# Сизигия (астрономия)

Противостояние планеты

Солнечное затмение

Сизи́гия (др.-греч. συζυγία от σύζυγος, «сопряжение, соединение») — выравнивание трёх или более астрономических тел в пределах Солнечной системы на одной прямой.
Термин чаще всего используется для обозначения положения Солнца, Земли и Луны во время новолуний или полнолуний. Сизигией называют положение Луны, когда её долгота совпадает с долготой Солнцa (при этом наблюдают новолуние) или отличается от долготы Солнца на 180° (при этом наблюдают полнолуние). Солнечные и лунные затмения происходят во время сизигий (новолуния и полнолуния соответственно). С сизигиями связаны особенно большие приливы, поскольку при этом синфазно складываются лунные и солнечные приливы (напротив, в моменты квадратур, когда долгота Луны и Солнца отличается на 90°, амплитуда приливов минимальна, поскольку лунный прилив накладывается на солнечный отлив, и наоборот).
Хотя данное слово прочно ассоциируется с двумя фазами Луны, необходимо подчеркнуть, что выравнивание любых трёх небесных тел в пределах Солнечной системы (или в любой другой системе объектов, расположенных на орбитах вокруг центрального тела) представляет собой сизигию. Ряд не обязательно должен быть идеально ровным: из-за редкого совпадения орбитальных плоскостей для любых трёх тел в системе, объекты, находящиеся в сизигии, почти никогда не лежат на одной линии.

Меркурий проходит перед Солнцем, вид с Марса (3 июня 2014)

Например, один из таких случаев произошёл 21 марта 1894 года около 23:00 по Гринвичу, когда Меркурий прошёл перед Солнцем (если наблюдать с Венеры), при этом обе эти планеты (Меркурий и Венера) одновременно прошли перед Солнцем, если смотреть с Сатурна. В июне 2014 года марсоход Curiosity запечатлел Меркурий, проходящий перед Солнцем, став первым объектом, наблюдавшим транзит планет с иного небесного тела, кроме Земли.
Слово часто используется, чтобы описать особое положение планет вообще. Например, когда все планеты находятся по одну сторону от Солнца, как это произошло 10 марта 1982 года, хотя они не обязательно расположены по прямой линии. Однако планетарная конфигурация была больше похожа на рассеяние, чем на линию, а значит, имела мало отношения к сизигии вообще, и астрономы не считают это событие чем-либо особенным. Следующая большая «сизигия» ожидается 19 мая 2161 года, когда все восемь планет расположатся на небе в пределах 69° друг от друга, согласно данным Национальной обсерватории Kitt Peak.